# 미야마촌 (와카야마현)
미야마촌(美山村은 와카야마현 히다카군에 설치되었던 촌이다. 2005년 5월 1일에 가와베정, 나카쓰촌과 합병해 히다카가와정이 되었다.

## 지리
와카야마현의 거의 중앙에 위치한다.마을 대부분이 산지로 이루어져 있어 임업과 비장탄 생산이 활발하였다.경지는 극히 적고 히다카가와 본류 및 각 지류에 산재해 있다.

## 역사
- 1956년 3월 31일 - 2개의 촌이 합병해 성립하였다.
- 2005년 5월 1일 - 가와베정, 나카쓰촌과 합병해 히다카가와정이 성립하였다. 동일 미야마촌은 폐지되었다.

## 교통

### 도로
- 국도 제424호선 (일본)(일본어판)